# عودة (غيزانية)
عودة (بالفارسية: عوده) هي قرية تقع في إيران في قسم غيزانية الريفي. يقدر عدد سكانها بـ 1,220 نسمة .